# 세실 드 프랑스
세실 드프랑스(프랑스어: Cécile de France, 1975년 7월 17일 ~ )는 벨기에의 배우이다.

## 영화
- 스페니쉬 아파트먼트
- 80일간의 세계 일주 (2004)
- 사랑은 타이밍!
- 파리의 연인들
- 퍼블릭 에너미 넘버원
- 히어애프터
- 자전거 탄 소년
- 카 2
- 뫼비우스: 위험한 미션
- 정글북 (2016)
- 프렌치 디스패치